# Буддийская ассоциация Китая
Буддийская ассоциация Китая (Чжунго фоцзяо сехуэй) — центральная организация буддистов Китайской Народной Республики, созданная по инициативе государства в ходе встречи делегатов буддийских организаций в Пекине в 1953 году. Пост председателя был предложен духовному лидеру китайских буддистов патриарху Сюй Юнь, отказавшемуся от должности по причине преклонного возраста и избранного почётным председателем вместе с Далай-ламой, Панчен-ламой и Главным ламой Внутренней Монголии. После открытия ассоциации в Пекин с дружественным визитом посетила делегация буддистов Шри-Ланки во главе с бхикку Дхаммаратной.
Президент Буддийской ассоциации Китая входит в президиум Всемирного братства буддистов. Руководство ассоциации располагается в Пекине в храме Гуанцзи.

## Руководители
- Преподобный мастер Юань Ин, 1953
- Шэрап Гьяцо, 1953—1966
- Чжао Пучу, 1980—2000
- Преподобный мастер И Чэн, 2005-2010
- Ши Сюэчэн, c 2010-2018
- Ши Яньцзюэ, с 2018 года